# Julie von Scholten
Julie Sophie Magdalene von Scholten, født baronesse Reedtz-Thott (29. juni 1879 i Hellerup – 24. januar 1958) var en dansk adels- og hofdame.
Hun var datter af kammerherre, hofjægermester, ritmester, baron Axel Reedtz-Thott og hustru Sophie Magdalene født baronesse Berner-Schilden-Holsten. Hun var overordentlig hofstiftsdame i Vallø Stift og hofdame hos H.M. Dronning Alexandrine fra 1912 til 1930. Hun var medlem af Venstres Vælgerforening for Skjellerup-Ellinge. Julie von Scholten boede på Biskopstorp.
Hun blev gift 11. december 1930 med udskrivningschef, ritmester Peter von Scholten, søn af godsejer Peter von Scholten (1856-1900) og hustru Alvilda født Thisted (1858-1882).